# Cù đèn Cửu Long
Cù đèn Cửu Long hay còn gọi khổ sâm, ba đậu khổ sâm (danh pháp khoa học: Croton kongensis) là một loài thực vật có hoa trong họ Đại kích. Loài này được Gagnep. mô tả khoa học đầu tiên năm 1921 publ. 1922.